# Starman (canción)
«Starman» es un sencillo del cantante y compositor David Bowie, publicado en abril de 1972. La canción también se añadió a última hora al álbum The Rise and Fall of Ziggy Stardust and the Spiders from Mars ante la insistencia de Dennis Katz, miembro de la discográfica RCA Records. Dennis, que había escuchado una maqueta de la pieza y se había enamorado de ella, creía que se convertiría en un gran sencillo. «Starman» reemplazó a «Around and Around», una versión de un tema de Chuck Berry.

## Música y letra
La letra describe al Starman, un personaje que Bowie inventó para este álbum, enviando un mensaje de esperanza a la juventud de la Tierra a través de la radio. Con anterioridad, en la primera canción del disco, «Five Years», Ziggy Stardust, personaje encarnado por David Bowie durante la historia del álbum, había anunciado la destrucción del planeta en cinco años. Ahora, la salvación se presenta de la mano de un extraterrestre al que se alude como «Starman». La historia se cuenta desde el punto de vista de uno de los chicos que escuchan un mensaje de una radio. De acuerdo con las declaraciones de Bowie en una charla con William S. Burroughs para Rolling Stone en el año 1973, Ziggy Stardust no es Starman, sino su mensajero en la Tierra.
La música cuenta con la guitarra acústica y los arreglos de cuerda de Mick Ronson y posee un estilo similar al del álbum anterior de Bowie, Hunky Dory (1971). Los coros están ligeramente basados en los de la canción de Judy Garland «Somewhere Over the Rainbow», en la película El mago de Oz. Entre otras influencias que se mencionan para la pieza figuran las canciones de T. Rex «Telegram Sam» y «Hot Love» (en las referencias al boogie y en los coros), así como «You Keep Me Hangin' On» de The Supremes (en la guitarra y el piano).

## Publicación y consecuencias
Desde un punto de vista comercial, «Starman» marcó un hito en la carrera de Bowie. Supuso su primer sencillo de éxito desde «Space Oddity», publicado tres años antes. Los críticos de New Musical Express Roy Carr y Charles Shaar Murray señalaron que «mucha gente pensaba que era su primera grabación desde "Space Oddity" y creían que era una secuela del sencillo anterior».
El disco se vendió en un principio a un ritmo constante, no espectacular, pero recibió muchas críticas positivas. Por ejemplo, John Peel se refirió a él como «un clásico, una joya». La tendencia cambió después de que Bowie actuase junto a The Spiders from Mars en el programa de la BBC Top of the Pops en julio de 1972 (aunque con frecuencia se menciona esta actuación como la primera en directo de la canción en la televisión británica, en realidad se interpretó por primera vez en el programa Lift Off With Ayshea de la ITV). De acuerdo con el autor David Buckley muchos seguidores de Bowie consideran que este fue el momento en el que se rindieron ante el artista. Tras ella, el álbum consiguió pasar de la 10.ª a la 5ª posición en las listas de éxito británicas. En los Estados Unidos, figuró en el puesto 65.
En el año 1999, la revista musical británica Q incluyó a «Starman» dentro de una lista de los mejores cien sencillos de todos los tiempos, realizada con los votos de sus lectores.

## En la cultura popular
- En el episodio The Musk Who Fell to Earth de Los Simpson, cuando Elon Musk abandona Springfield en su nave espacial, se escucha esa misma canción de fondo.
- La canción se escucha completa en la película de 2015 The Martian dirigida por Ridley Scott y protagonizada por Matt Damon, cuándo planean como sacarlo del planeta.
- También fue utilizada en el promocional de la película "Lightyear" de 2022.
- La canción se volvió muy popular en internet teniéndola de fondo en muchos memes y reels de Instagram con la imagen de "Superman".

## Personal
A continuación, se recoge el personal que participó en la grabación del sencillo:
- Productores:
  - Ken Scott
  - David Bowie